# Weaverville (Caroline du Nord)
Pour les articles homonymes, voir Weaverville.
Weaverville est une ville américaine située dans le comté de Buncombe dans l’État de Caroline du Nord.
En 2014, sa population était de 3 898 habitants.

## Démographie
| 1880 | 1890 | 1900 | 1910 | 1920 | 1930 |
| ---- | ---- | ---- | ---- | ---- | ---- |
| 147  | 216  | 329  | 442  | 606  | 848  |

| 1940 | 1950  | 1960  | 1970  | 1980  | 1990  |
| ---- | ----- | ----- | ----- | ----- | ----- |
| 880  | 1 111 | 1 041 | 1 280 | 1 495 | 2 107 |

| 2000  | 2010  | - | - | - | - |
| ----- | ----- | - | - | - | - |
| 2 416 | 3 120 | - | - | - | - |

## Traduction
- (en) Cet article est partiellement ou en totalité issu de l’article de Wikipédia en anglais intitulé « Weaverville, North Carolina » (voir la liste des auteurs).